# Miniopterus newtoni
Miniopterus newtoni, o morcego-de-asa-grande, é uma espécie de morcego da família Miniopteridae, endêmica de São Tomé e Príncipe.
Era considerada uma subespécie de Miniopterus minor, mas foi elevada a espécie distinta.